# مطار يشهون مينغيويشان
مطار يشهون مينغيويشان (بالإنجليزية: Yichun Mingyueshan Airport)‏ و(بالصينية: 宜春明月山机场) (إياتا: YIC، إيكاو: ZSYC) مطار عام يقع بمدينة Yuanzhou District ‏ في الصين. يبلغ طول المدرج 2400 م ويرتفع عن سطح البحر 40 م.

## وصلات خارجية
- http://www.flightstats.com/go/Airport/airportDetails.do?airportCode=YIC